# Pseudonomoneura nelsoni
Pseudonomoneura nelsoni is een vliegensoort uit de familie Mydidae. De wetenschappelijke naam van de soort is voor het eerst geldig gepubliceerd in 1995 door Fitzgerald & Kondratieff.
De soort komt voor in de Verenigde Staten.